# Tempsford
Tempsford är en ort och civil parish i Central Bedfordshire i Storbritannien., 70 kilometer norr om London. Tempsford ligger 22 meter över havet och antalet invånare är 564.